# Cultura de Somalia

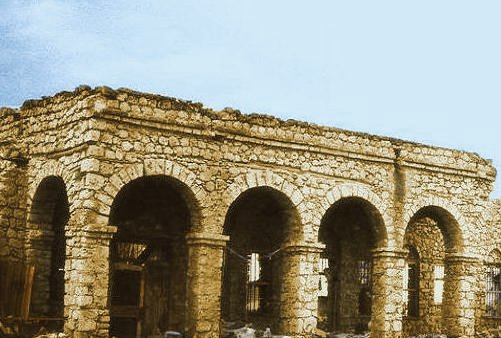
Ruinas del Sultanato de Adal, en Zaila, Somalia.

La cultura de Somalia es una amalgama de tradiciones de origen autóctono desarrollada y acumulada durante un periodo de tiempo que abarca varios milenios como civilización, complementada con la interacción con países vecinos, tales como Etiopía, Yemen, India o Persia. La cultura y forma en la que el mundo ve a este país ha ido cambiando a lo largo de la historia, mientras se ha ido conformando una identidad cultural propia.

## Idioma

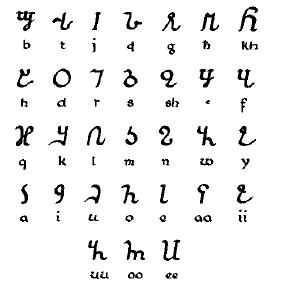
La escritura osmanya.

El idioma somalí es el idioma oficial de Somalia, el cual es miembro de las lenguas cushitas. Forma parte de la familia de lenguas afroasiáticas, y los idiomas más cercanos son el afar y el oromo. El somalí es el mejor documentado de los idiomas cushitas, con estudios sobre el mismo que se remontan al 1900. Fue adoptado como idioma oficial por el presidente Siad Barre en octubre de 1972. El alfabeto fue desarrollado por el lingüista somalí Shire Jama Ahmed específicamente para este idioma, y usa todas las letras del alfabeto Latino-Inglés moderno, a excepción de la P, V y Z.
Los dialectos del somalí se concentran en tres grupos: Norteño, Benaadir y Maay. El somalí norteño constituye la base del somalí estándar. El benaadir (también denominado somalí de la costa) es hablado en la costa Benadir desde Cadale hasta el sur de Merca, incluido Mogadisco, como también en el territorio adyacente tierra adentro. Los dialectos costeros poseen fonemas adicionales que no existen en el somalí estándar. El maay lo hablan principalmente los clanes Digil y Mirifle (Rahanweyn) en la zona sur de Somalía.
También es oficial el árabe. Muchos lo hablan, a causa de antiguos lazos históricos con el mundo árabe, la influencia y largo alcance de los medios de comunicación, las condiciones geográficas y la educación religiosa. El inglés es también ampliamente utilizado y enseñado, por motivos históricos. El italiano fue un idioma importante, por motivos también históricos, pero su influencia disminuyó significativamente tras la independencia. Ahora se oye con más frecuencia entre las generaciones mayores. Otros idiomas minoritarios incluyen Bravanese, una variante del suajili que se habla a lo largo de la costa por el pueblo Bravanese. 
A comparación de otros países africanos, en Somalia se hablan pocos idiomas. Esto se debe probablemente a la constante comunicación que mantuvieron entre sí las etnias en el pasado.

## Religión
La religión prevaleciente en Somalia ha cambiado a lo largo de su historia. Cada nación o imperio que ha conquistado el país, ha intentado imponer su religión y con ello un conjunto de tradiciones y creencias. Lo hicieron los ingleses, los que intentaron imponer el protestantismo. Los italianos lo intentaron con el fascismo, aunque no hicieron mayor esfuerzo por imponerse religiosamente. 
Actualmente, la religión predominante en Somalia es el Islam, con pocas excepciones. Practican el musulmanismo sunita. Este hecho refuerza la idea de que el país se está distanciando más del resto de África, ya que sus vecinos, practican el cristianismo o religiones nativas. La constitución de Somalia también define el islam como religión oficial de la República de Somalia.
El ideal islámico es una sociedad organizada para implementar los preceptos islámicos en la cual no existe distinción alguna entre las esferas secular y religiosa. Entre los somalíes este ideal se ha conseguido menos en el norte que entre algunos grupos asentados en las regiones del sur donde los líderes religiosos forman una parte importante de la estructura política y social. Entre los nómadas, las exigencias de la vida del pastor dieron mayor peso al papel del guerrero, y se espera que los líderes religiosos se mantengan al margen de cuestiones políticas.
El papel de los funcionarios religiosos comenzó a disminuir en las décadas de 1950 y 1960 como parte de sus competencias jurídicas y educativas y sus responsabilidades fueron transferidos a las autoridades seculares. La posición de los líderes religiosos cambió sustancialmente después de la revolución de 1969 y la introducción del socialismo científico. Siad Barre insistió en que su versión de socialismo es compatible con los principios del Corán, y condenó el ateísmo. Los líderes religiosos, sin embargo, fueron advertidos de no inmiscuirse en la política.

## Familia y etnias
La familia es para los somalíes una importante unidad social, y la pertenencia a una juega un papel central en la cultura somalí y la política. Las familias son patrilineales y con frecuencia se divide en sub-clanes.
Cabe resaltar que no se comparte el mismo concepto de la familia en Occidente. La familia es más bien un clan, forma que se ha mantenido desde principios de la civilización humana. El clan está compuesto por varias familias que se agrupan para asegurar su existencia. Los niños forman parte del clan, no de la familia, al igual que las propiedades. Los hombres van a cazar, mientras las mujeres y ancianos cuidan y entrenan a los niños para su futuro, según su sexo. Los clanes son, generalmente, de zonas rurales.
Las etnias conforman la población de Somalia. Cada una tiene una identidad cultural distinta, aunque con un tronco común.
En Somalia vale más un camello que una mujer, y por eso el marido, cuando quiere a una mujer, ha de ponerse con el padre de acuerdo de cuantos camellos vale su hija, pues en estos países la mujer no decide con quien se casa. Una mujer cuesta más cuanto más sumisa, casta y servicial sea.
- Darod
- Dir
- Hawiye
- Isaaq
- Rahanweyn

## Vestimenta

### Hombre

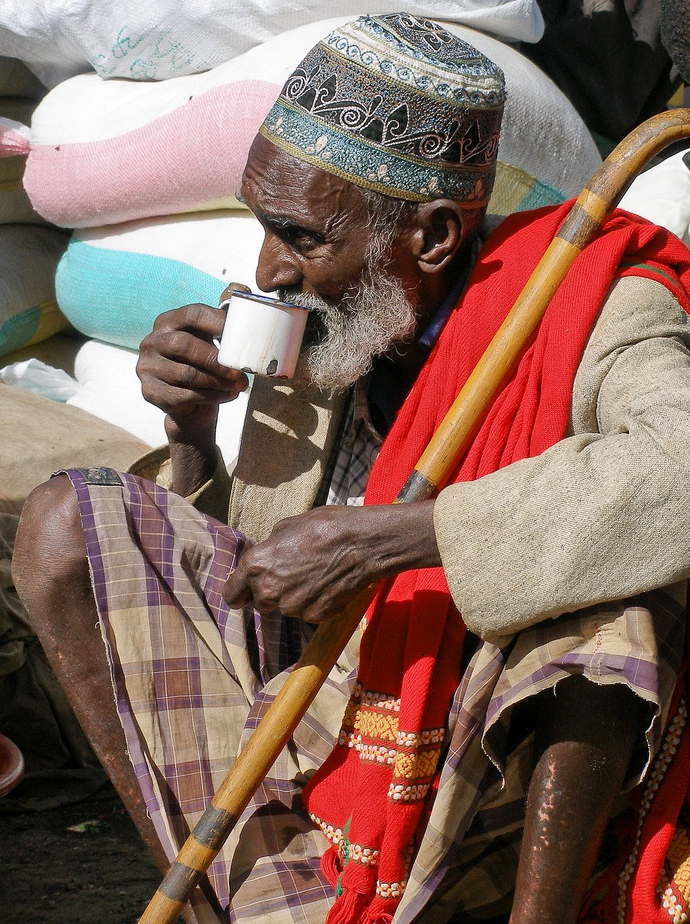
Anciano en su traje típico.

Cuando no está con la moda occidental contemporánea, visten sus trajes típicos, que son los macawis (ma'awiis). Lleva también un colorido turbante

### Mujeres
Por la influencia islámica, muchas mujeres llevan la cara tapada con su Hiyab.